# East 17
Gli East 17 sono una boy band britannica formata da Brian Harvey, John Hendy, Terry Coldwell e Tony Mortimer.

## Storia
Il loro periodo di maggior fama va dagli inizi degli anni 1990 fino alla metà dello stesso decennio. Tra i loro singoli di maggior successo si possono ricordare "Around the world", "The house of love", "It's alright", "Stay another day", "Thunder" e "West End Girls" (rivisitazione del popolare brano dei Pet Shop Boys). La band è stata posta in contrapposizione dal pubblico e dalla critica con i Take That. Si sciolsero ufficialmente nel 1996, riunendosi poi nel 1998 sotto il nome E-17, e senza Harvey, che si era lasciato andare in alcune dichiarazioni controverse relative all'uso di droga. In ogni caso, il gruppo non riconfermò il successo degli anni precedenti e si sciolse nuovamente dopo appena un anno. La band si è ricostituita nel 2006, stavolta con la formazione originale.

### Brian Harvey
In particolare il cantante e frontman Brian Harvey ha cercato in questi anni nuova visibilità mediatica partecipando a I'm a celebrity...get me out of here! (una sorta di Isola dei famosi britannica) dove si distinse per atteggiamenti rissosi e polemici. Dopo aver tentato il suicidio per due volte, in seguito ad una depressione, nel 2005 si trovò nuovamente a rischio della vita rimanendo vittima di un grave quanto strano incidente: cadde dal posto di guida della sua auto (una Mercedes) facendo retromarcia, rimanendo schiacciato sotto le ruote del veicolo. Harvey trascorse un lungo tempo in ospedale in seguito alle serie ferite riportate (oltre a fratture al bacino e agli arti inferiori, subì un collasso polmonare), durante il quale si vociferò che l'incidente fosse stato in realtà un ennesimo tentativo di suicidio. Una volta ristabilito, lo stesso cantante smentì la circostanza chiarendo le dinamiche dell'incidente, affermando di aver aperto la portiera per un malore e di essere poi inavvertitamente scivolato fuori.

## Formazione
Attuale
- Terry Coldwell (Terence Mark Coldwell, Islington, 21 luglio 1974).
- John Hendy (Jonathan Darren Hendy, Barking, 26 marzo 1971).
- Tony Mortimer (Anthony Michael Mortimer, Stepney, 21 ottobre 1970).

Ex componenti
- Brian Harvey

## Discografia

### Album in studio
- 1993 – Walthamstow
- 1994 – Steam
- 1995 – Up All Night
- 1996 – Around the World Hit Singles: The Journey So Far
- 1998 – Resurrection
- 2006 – East 17 - The Platinum Collection
- 2012 – Dark Light
- 2017 – 24/7

### Singoli
- 1992 – House of Love
- 1992 – Gold
- 1993 – Deep
- 1993 – Slow It Down
- 1993 – West End Girls (cover dei Pet Shop Boys)
- 1993 – It's Alright
- 1994 – Around the World
- 1994 – Steam
- 1994 – Stay Another Day
- 1995 – Let It Rain
- 1995 – Hold My Body Tight
- 1995 – Thunder
- 1996 – Do U Still?
- 1996 – Someone to Love
- 1996 – If You Ever (con Gabrielle)
- 1997 – Hey Child
- 1998 – Each Time
- 1999 – Betcha Can't Wait
- 2011 – Secret of My life
- 2012 – I Can't Get You Off My Mind (Crazy)
- 2012 – Counting Clouds